# فرانك كلارك (عداء مشي)
فرانك كلارك (بالإنجليزية: Frank Clark) هو عداء مشي أسترالي، ولد في 11 أبريل 1943 في سيدني في أستراليا.

## وصلات خارجية
- فرانك كلارك على موقع النتائج التاريخية لألعاب القوى الأسترالية (الإنجليزية)
- فرانك كلارك على موقع اللجنة الأولمبية الدولية (الإنجليزية)
- فرانك كلارك على موقع أوليمبيديا (الإنجليزية)
- فرانك كلارك على موقع اللجنة الأولمبية الأسترالية (الإنجليزية)
- فرانك كلارك على موقع اتحاد ألعاب الكومنولث (مؤرشف) (الإنجليزية)